# Ancy-le-Libre
Ancy-le-Libre – miejscowość i gmina we Francji, w regionie Burgundia-Franche-Comté, w departamencie Yonne.
Według danych na rok 1990 gminę zamieszkiwało 198 osób, a gęstość zaludnienia wynosiła 9 osób/km² (wśród 2044 gmin Burgundii Ancy-le-Libre plasuje się na 713. miejscu pod względem liczby ludności, natomiast pod względem powierzchni na miejscu 374.).